# Parupeneus minys
Parupeneus minys är en fiskart som beskrevs av Randall och Phillip C. Heemstra 2009. Parupeneus minys ingår i släktet Parupeneus och familjen mullefiskar. Inga underarter finns listade i Catalogue of Life.